# Julian Christopher
Julian D. Christopher (* 7. November 1944 in Philadelphia, Pennsylvania; † 26. Februar 2023), geboren als James Louis Watkins, war ein US-amerikanischer Schauspieler, mit einer über 50 Jahre umfassenden Karriere.

## Karriere
Nach dem Ende seiner Ausbildung war er zu Beginn seiner Karriere in einigen Blaxploitation-Filmen zu sehen, die in den frühen 1970er Jahren aufkamen. Über die Zeit wurde er zu einem gefragten Haupt- und Nebendarsteller im Fernsehen, aber auch auf der Leinwand. Sein Filmdebüt hatte er 1972 in einer kleinen Rolle in den Filmen Cool Breeze, an der Seite von Thalmus Rasulala, und in Visum für die Hölle. Im selben Jahr war er auch in einer Folge der Krimiserie Cannon zu sehen. Es folgten Auftritte in zahlreichen Fernsehserien sowie Fernsehfilmen und auch immer wieder für das Kino.
Wiederkehrende Rollen hatte er unter anderem in den Serien Der Magier, 227, Amen, Dream On, Smallville, 4400 – Die Rückkehrer, Supernatural, Mit Liebe zum Mord und in Janette Oke: Die Coal Valley Saga. Einem breiten Publikum wurde er auch durch die Verkörperung des Hagon in einer Folge der Science-Fiction-Serie Raumschiff Enterprise – Das nächste Jahrhundert bekannt; Watkins war einer der drei Finalisten für die Rolle des Lt. Commander Worf, die schließlich an den Schauspieler Michael Dorn ging.
Größere Werke, in denen er mitwirkte, sind die Filme McQ schlägt zu, Der Exorzismus von Emily Rose, X-Men: Der letzte Widerstand, Hard Corps, 88 Minuten, Beneath sowie Elysium.
Nach dem Film Rache aus dem Jenseits aus dem Jahr 1976 und einem Auftritt in der Serie Police Story – Immer im Einsatz im Jahr 1977, machte er ab 1978 eine künstlerische Pause und kehrte 1984 in 1st & Ten auf den Bildschirm zurück; auch zwischen 1998 und 2001 war er nicht vor der Kamera zu sehen. Zuletzt spielte er 2020 Ernie in mehreren Folgen der Fernsehserie Upload.
Bis 1989 führte Christopher seinen Familiennamen Watkins, nahm dann aber den jetzigen Künstlernamen an. Daher wird er vor 1990 in vielen Werken als James Louis Watkins, James Watkins oder auch Jim Watkins geführt – beispielsweise im Abspann von Filmen und Fernsehserien.
Im deutschen Sprachraum wurde er unter anderem von Detlef Bierstedt, Reinhard Brock, Jörg Döring, Manfred Erdmann, Helmut Gauß, Kurt Goldstein, Ben Hecker, Jürgen Heinrich, Claus Jurichs, Jürgen Kluckert, Helmut Krauss, Axel Lutter, Engelbert von Nordhausen, Gerald Paradies, Bernd Rumpf, Reinhard Scheunemann, Manfred Schott, Hans-Jürgen Wolf und Thomas Wolff synchronisiert.

## Filmografie (Auswahl)

### Film
- 1972: Cool Breeze
- 1972: Visum für die Hölle (Black Gunn)
- 1974: McQ schlägt zu (McQ)
- 1974: Das Zuchthaus der verlorenen Mädchen (Caged Heat)
- 1976: The Keegans (Fernsehfilm)
- 1976: Rache aus dem Jenseits (J.D.’s Revenge)
- 1986: Des Teufels Spiegelbild (Killer in the Mirror; Fernsehfilm)
- 1986: Wer ist meine Frau? (Who Is Julia?; Fernsehfilm)
- 1987: Rächer der Nacht (The Night Stalker)
- 1988: Spellbinder: Ein teuflischer Plan (Spellbinder)
- 1990: Geld stinkt nicht (Working Tra$h; Fernsehfilm)
- 1991: Nameless – Total Terminator (Timebomb)
- 1992: Die Kandidatin – Für Familie und Vaterland (Majority Rule; Fernsehfilm)
- 1993: Die Rückkehr des Sherlock Holmes (1994 Baker Street: Sherlock Holmes Returns; Fernsehfilm)
- 1995: Serving in Silence: The Margarethe Cammermeyer Story (Fernsehfilm)
- 1995: Ein Richter rechnet ab (Broken Trust; Fernsehfilm)
- 2001: Fesseln der Lust (Sexual Predator; Video)
- 2004: The Lazarus Child
- 2004: Meltdown – Kernschmelze (American Meltdown; Fernsehfilm)
- 2005: Our Fathers (Fernsehfilm)
- 2005: Der Exorzismus von Emily Rose (The Exorcism of Emily Rose)
- 2005: Severed – Forest of the Dead (Severed)
- 2005: The Engagement Ring (Fernsehfilm)
- 2006: X-Men: Der letzte Widerstand (X-Men: The Last Stand)
- 2006: Hard Corps (The Hard Corps)
- 2007: 88 Minuten (88 Minutes)
- 2007: Passion’s Web (Fernsehfilm)
- 2007: Crossroads: A Story of Forgiveness (Fernsehfilm)
- 2007: Whisper
- 2007: Beneath
- 2009: Fireball (Fernsehfilm)
- 2009: Christmas in Canaan (Fernsehfilm)
- 2010: Freshman Father (Fernsehfilm)
- 2010: Lullaby for Pi
- 2010: One Angry Juror (Fernsehfilm)
- 2011: Weihnachten voller Hoffnung (Christmas Comes Home To Canaan; Fernsehfilm)
- 2013: Elysium
- 2013: The Mystery Cruise (Fernsehfilm)
- 2013: Almost Home (Kurzfilm zu Home – Endlich Zuhause; Sprechrolle)
- 2014: Wedding Planner Mystery (Fernsehfilm)
- 2016: The Julius House: An Aurora Teagarden Mystery (Fernsehfilm)
- 2016: Three Bedrooms, One Corpse: An Aurora Teagarden Mystery (Fernsehfilm)
- 2016: Autumn in the Vineyard (Fernsehfilm)
- 2017: Crash Pad
- 2017: Undercover Angel (Fernsehfilm)
- 2018: A Gingerbread Romance (Fernsehfilm)

### Fernsehserien
- 1972: Cannon (eine Folge)
- 1973: The Bob Newhart Show (eine Folge)
- 1973–1974: Der Magier (The Magician; 22 Folgen)
- 1975: Get Christie Love! (eine Folge)
- 1975: Baretta (eine Folge)
- 1975: Joe Forrester (2 Folgen)
- 1977: Police Story – Immer im Einsatz (Police Story; eine Folge)
- 1984: 1st & Ten (eine Folge)
- 1985: Wer ist hier der Boss? (Who’s the Boss?; eine Folge)
- 1985: Drei sind einer zuviel (Three’s a Crowd; eine Folge)
- 1985: Der Denver-Clan (Dynasty, eine Folge)
- 1985: Webster (eine Folge)
- 1986: Shelley Duvall’s Tall Tales & Legends (eine Folge)
- 1986; 1989: 227 (2 Folgen)
- 1987: Stingray (eine Folge)
- 1987: Polizeirevier Hill Street (Hill Street Blues; eine Folge)
- 1987: Unser Haus (Our House; 2 Folgen)
- 1987: Raumschiff Enterprise – Das nächste Jahrhundert (Star Trek: The Next Generation; eine Folge)
- 1987; 1990: Amen (2 Folgen)
- 1988: Jake und McCabe – Durch dick und dünn (Jake and the Fatman; eine Folge)
- 1988: Flugzeugträger U.S.S. Georgetown (Supercarrier; eine Folge)
- 1989: Hawk (A Man Called Hawk; eine Folge)
- 1989: Doogie Howser, M.D. (2 Folgen)
- 1990; 1991: Dream On (3 Folgen)
- 1991: Dangerous Women (5 Folgen)
- 1991: Das Gesetz der Straße (Street Justice; eine Folge)
- 1992: Der Polizeichef (The Commish; 3 Folgen)
- 1993: Mord ist ihr Hobby (Murder, She Wrote; eine Folge)
- 1994: Star Trek: Deep Space Nine (eine Folge, Sprechrolle)
- 1994: Sgt. Savage and his Screaming Eagles (Pilotfolge; Sprechrolle)
- 1995: Robins Club (Robin’s Hoods; eine Folge)
- 1995: Outer Limits – Die unbekannte Dimension (The Outler Limits; eine Folge)
- 1995: Der Marshal (The Marshal; eine Folge)
- 1997: California Highschool 2 (Saved by the Bell: The New Class; eine Folge)
- 2002: The Associates (3 Folgen)
- 2002–2006: Smallville (6 Folgen)
- 2004: Stargate – Kommando SG-1 (Stargate SG-1; eine Folge)
- 2004: FBI Serial Crime – Im Kopf des Killers (Touching Evil; eine Folge)
- 2005: Dead Zone (The Dead Zone; eine Folge)
- 2005: Masters of Horror (eine Folge)
- 2005–2006: 4400 – Die Rückkehrer (The 4400; 2 Folgen)
- 2006: Three Moons Over Milford (eine Folge)
- 2006; 2011: Supernatural (2 Folgen)
- 2007: Masters of Science Fiction (eine Folge)
- 2007: Bionic Woman (eine Folge)
- 2008: Bis aufs Blut (Fear Itself; eine Folge)
- 2009: Knights of Bloodsteel – Die Ritter von Mirabilis (Knights of Bloodsteel; Miniserie, 3 Folgen)
- 2010: Human Target (eine Folge)
- 2010: Fringe – Grenzfälle des FBI (Fringe; eine Folge)
- 2011: Endgame (eine Folge)
- 2011: Flashpoint – Das Spezialkommando (Flashpoint; eine Folge)
- 2013: Emily Owens (Emily Owens, M.D.; eine Folge)
- 2013: Cult (3 Folgen)
- 2013: Rogue (2 Folgen)
- 2013: Continuum (eine Folge)
- 2013: Once Upon a Time – Es war einmal … (Once Upon a Time; eine Folge)
- 2014: Gracepoint (Miniserie, eine Folge)
- 2014: Es war Mord! (Motives & Murders: Cracking the Case; eine Folge)
- 2015: Lost Girl (eine Folge)
- 2016: American Lawmen – Männer des Gesetzes (American Lawmen; eine Folge)
- 2016: Akte X – Die unheimlichen Fälle des FBI (The X-Files; eine Folge)
- 2016–2017: Janette Oke: Die Coal Valley Saga (When Calls the Heart; 3 Folgen)
- 2017: When We Rise (Miniserie; eine Folge)
- 2019: A Million Little Things (eine Folge)
- 2020: Upload (4 Folgen)